# Grand Prix Austrii 1987
Grand Prix Austrii 1987 (oryg. Grosser Preis von Österreich) – 10. runda Mistrzostw Świata Formuły 1 w sezonie 1987, która odbyła się 16 sierpnia 1987, po raz 18. na torze Österreichring.
19. Grand Prix Austrii zaliczane do Mistrzostw Świata Formuły 1.

## Wyścig
| Legenda oznaczeń w tabelach wyników Wyświetl szablon na nowej stronie | Legenda oznaczeń w tabelach wyników Wyświetl szablon na nowej stronie                                                                     |
| Oznaczenie                                                            | Wyjaśnienie |
| --------------------------------------------------------------------- | --- |
| Złoty                                                                 | Zwycięzca lub mistrzostwo |
| Srebrny                                                               | 2. miejsce lub wicemistrzostwo |
| Brązowy                                                               | 3. miejsce lub II wicemistrzostwo |
| Zielony                                                               | Ukończył, punktował (w klasyfikacji generalnej, gdy zdobył co najmniej jeden punkt na przestrzeni sezonu, poza trzema powyższymi opcjami) |
| Niebieski                                                             | Ukończył, nie punktował (w klasyfikacji generalnej, gdy nie zdobył co najmniej jednego punktu na przestrzeni sezonu)                      |
| Czerwony                                                              | Nie zakwalifikował się (NZ) |
| Czerwony                                                              | Nie prekwalifikował się (NPK) |
| Różowy                                                                | Nie ukończył (NU) |
| Różowy                                                                | Niesklasyfikowany (NS) (w klasyfikacji generalnej, gdy nie został sklasyfikowany w żadnym wyścigu sezonu)                                 |
| Czarny                                                                | Zdyskwalifikowany (DK) |
| Czarny                                                                | Wykluczony (WYK/EX) |
| Biały                                                                 | Nie wystartował (NW) |
| Biały                                                                 | Kontuzjowany (K/INJ) |
| Biały                                                                 | Wyścig odwołany (OD/C) |
| Bez koloru                                                            | Został wycofany (WYC/WD) |
| Bez koloru                                                            | Nie przybył (NP/DNA) |
| Bez koloru                                                            | Nie brał udziału w treningach (NT/DNP) |
| Bez koloru                                                            | Nie został zgłoszony (–) |
| Pogrubienie                                                           | Start z pole position |
| Kursywa                                                               | Najszybsze okrążenie wyścigu |
| †                                                                     | Nie ukończył, ale jego rezultat został zaliczony ze względu na przejechanie więcej niż 90% dystansu wyścigu.                              |
| *                                                                     | Sezon w trakcie |
| 1/2/3                                                                 | Punktowana pozycja w sprincie kwalifikacyjnym                                                                                             |
| Lista systemów punktacji Formuły 1                                    | |

| Poz | Nr | Kierowca           | konstruktor            | Okrążenie | Czas/Powód n.u                   | Poz. start. | Punkty |
| --- | -- | ------------------ | ---------------------- | --------- | -------------------------------- | ----------- | ------ |
| 1   | 5  | Nigel Mansell      | Williams-Honda         | 52        | 1h:18:44,898                     | 2           | 9      |
| 2   | 6  | Nelson Piquet      | Williams-Honda         | 52        | + 55,704                         | 1           | 6      |
| 3   | 19 | Teo Fabi           | Benetton-Ford          | 51        | +1 okr.                          | 5           | 4      |
| 4   | 20 | Thierry Boutsen    | Benetton-Ford          | 51        | +1 okr.                          | 4           | 3      |
| 5   | 12 | Ayrton Senna       | Lotus-Honda            | 50        | +2 okr.                          | 7           | 2      |
| 6   | 1  | Alain Prost        | McLaren-TAG            | 50        | +2 okr.                          | 9           | 1      |
| 7   | 2  | Stefan Johansson   | McLaren-TAG            | 50        | +2 okr.                          | 14          |        |
| 8   | 26 | Piercarlo Ghinzani | Ligier-Megatron        | 50        | +2 okr.                          | 18          |        |
| 9   | 10 | Christian Danner   | Zakspeed               | 49        | +3 okr.                          | 20          |        |
| 10  | 25 | René Arnoux        | Ligier-Megatron        | 49        | +3 okr.                          | 16          |        |
| 11  | 16 | Ivan Capelli       | March-Ford             | 49        | +3 okr.                          | 23          |        |
| 12  | 30 | Philippe Alliot    | Lola-Ford              | 49        | +3 okr.                          | 22          |        |
| 13  | 11 | Satoru Nakajima    | Lotus-Honda            | 49        | +3 okr.                          | 13          |        |
| 14  | 3  | Jonathan Palmer    | Tyrrell-Ford           | 47        | +5 okr.                          | 24          |        |
| DYS | 9  | Martin Brundle     | Zakspeed               | 48        | zdyskwalifikowany za karoserię   | 17          |        |
| NS  | 14 | Pascal Fabre       | AGS-Ford               | 45        | nie skłasyfikowany               | 26          |        |
| NS  | 7  | Riccardo Patrese   | Brabham-BMW            | 43        | silnik                           | 8           |        |
| NS  | 27 | Michele Alboreto   | Ferrari                | 42        | turbo                            | 6           |        |
| NS  | 8  | Andrea de Cesaris  | Brabham-BMW            | 35        | silnik                           | 10          |        |
| NS  | 17 | Derek Warwick      | Arrows-Megatron        | 35        | silnik                           | 11          |        |
| NS  | 18 | Eddie Cheever      | Arrows-Megatron        | 31        | pęknięta opona                   | 12          |        |
| NS  | 28 | Gerhard Berger     | Ferrari                | 5         | turbo                            | 3           |        |
| NS  | 23 | Adrián Campos      | Minardi-Motori Moderni | 3         | elektryka                        | 19          |        |
| NS  | 24 | Alessandro Nannini | Minardi-Motori Moderni | 1         | silnik                           | 15          |        |
| NS  | 21 | Alex Caffi         | Osella-Alfa Romeo      | 0         | elektryka                        | 21          |        |
| NS  | 4  | Philippe Streiff   | Tyrrell-Ford           | 0         | wypadek/wycofał się po 2 starcie | 25          |        |